# 柯尼希斯许格尔
柯尼希斯许格尔是德国石勒苏益格－荷尔斯泰因州的一个市镇。总面积6.26平方公里，总人口166人，其中男性80人，女性86人（2011年12月31日），人口密度27人/平方公里。